# 徐悲鴻
徐 悲鴻（じょ ひこう、中国語:徐悲鸿、1895年7月19日 - 1953年9月26日）とは、中国の画家である。

## 経歴
1916年に復旦大学法文系に入学。1917年に日本に留学。1919-1927年、国費留学生としてフランスのパリ国立高等美術学校へ留学し、西洋の絵画を学び、その後は2年間ドイツで、そのほかのヨーロッパ各国へも修業に赴き、その中にはベルリン美術学院院長のカンボフの下にいた。1927年に中国へ帰国後、上海南国芸術学院や北京芸術学院、重慶の中央大学芸術学部の教授となり芸術の教育を行った。1946年、北平芸術専門学校(北平は、北京の旧名)の校長となった。1949年7月、中華全国美術工作者協会主席に選ばれた。設立間もない中華人民共和国の国旗、国章、国歌の制定に関わった。1950年、中央美術学院の初代院長に就任。
1953年9月26日、脳溢血により死去。

## 作品

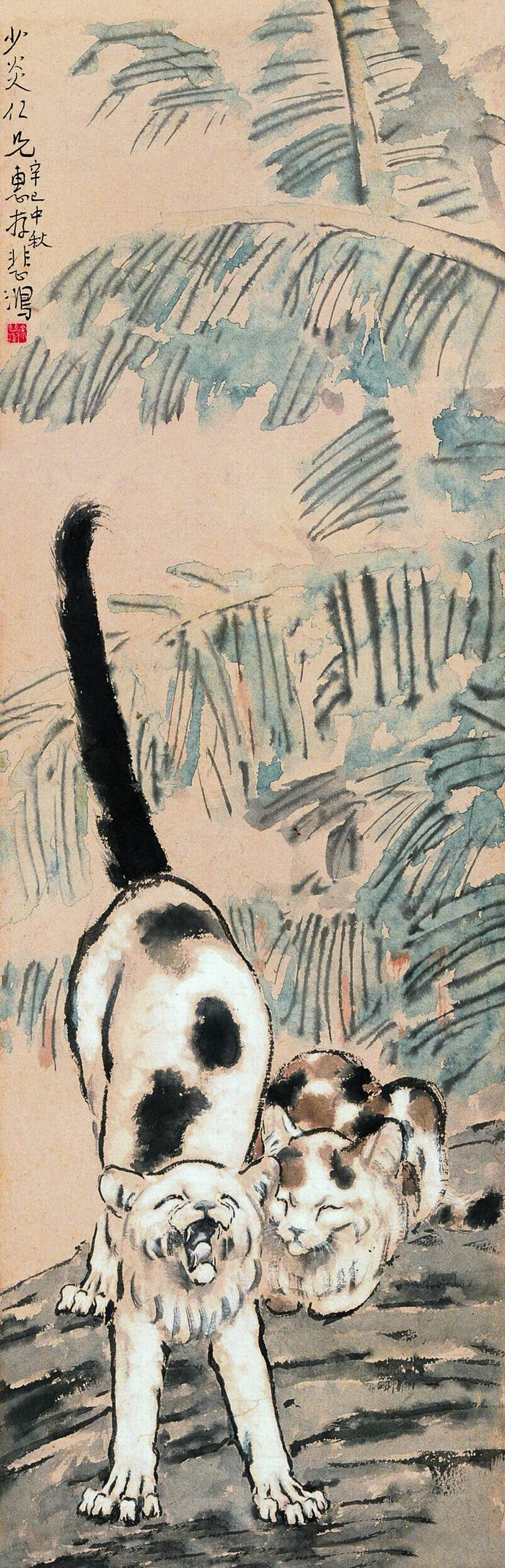
双猫立轴
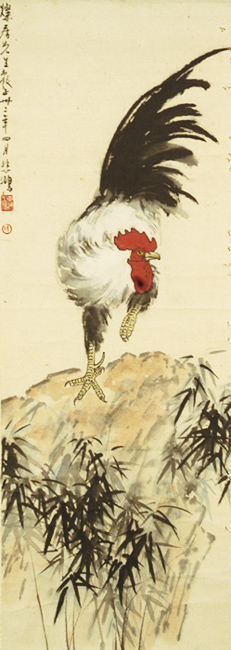
鸡立轴
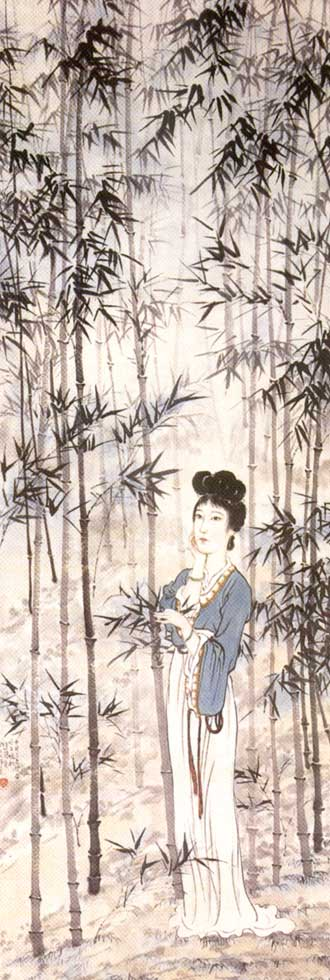
竹林仕女
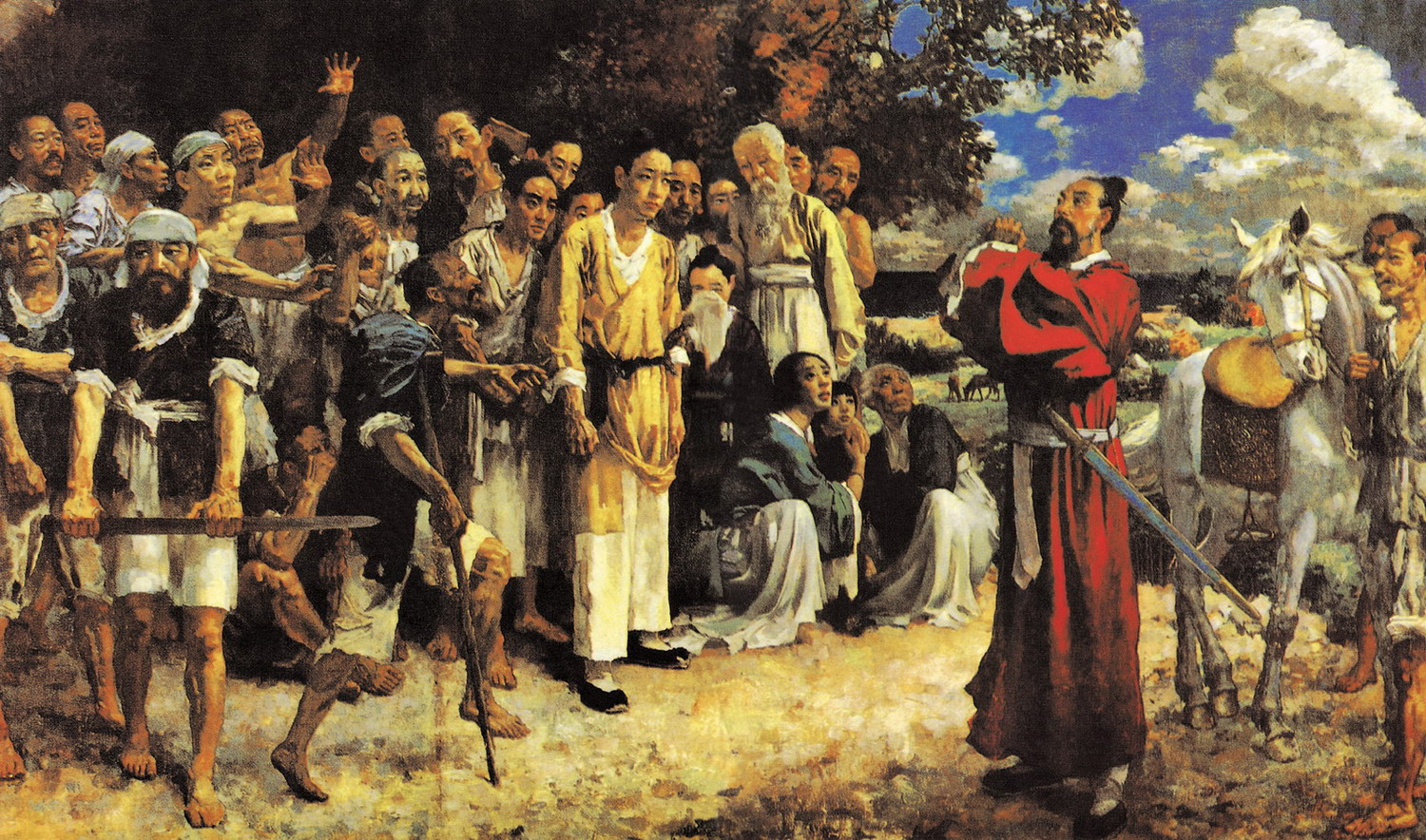
田横五百壮士
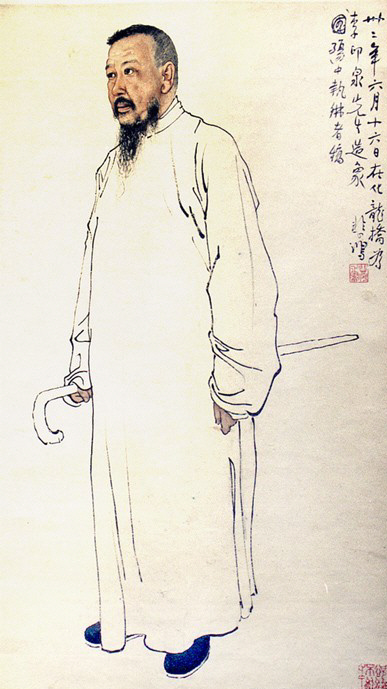
李印泉先生像
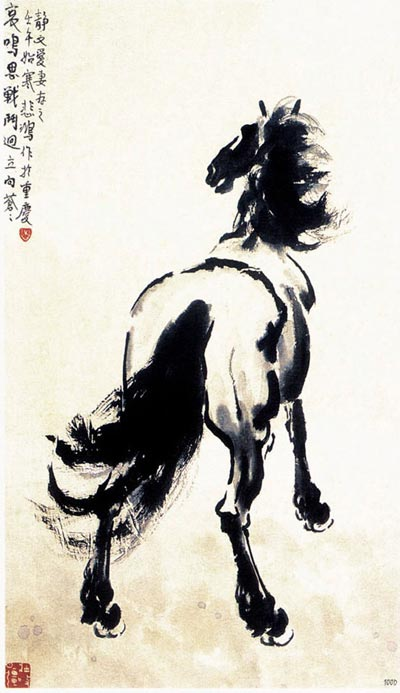
战马
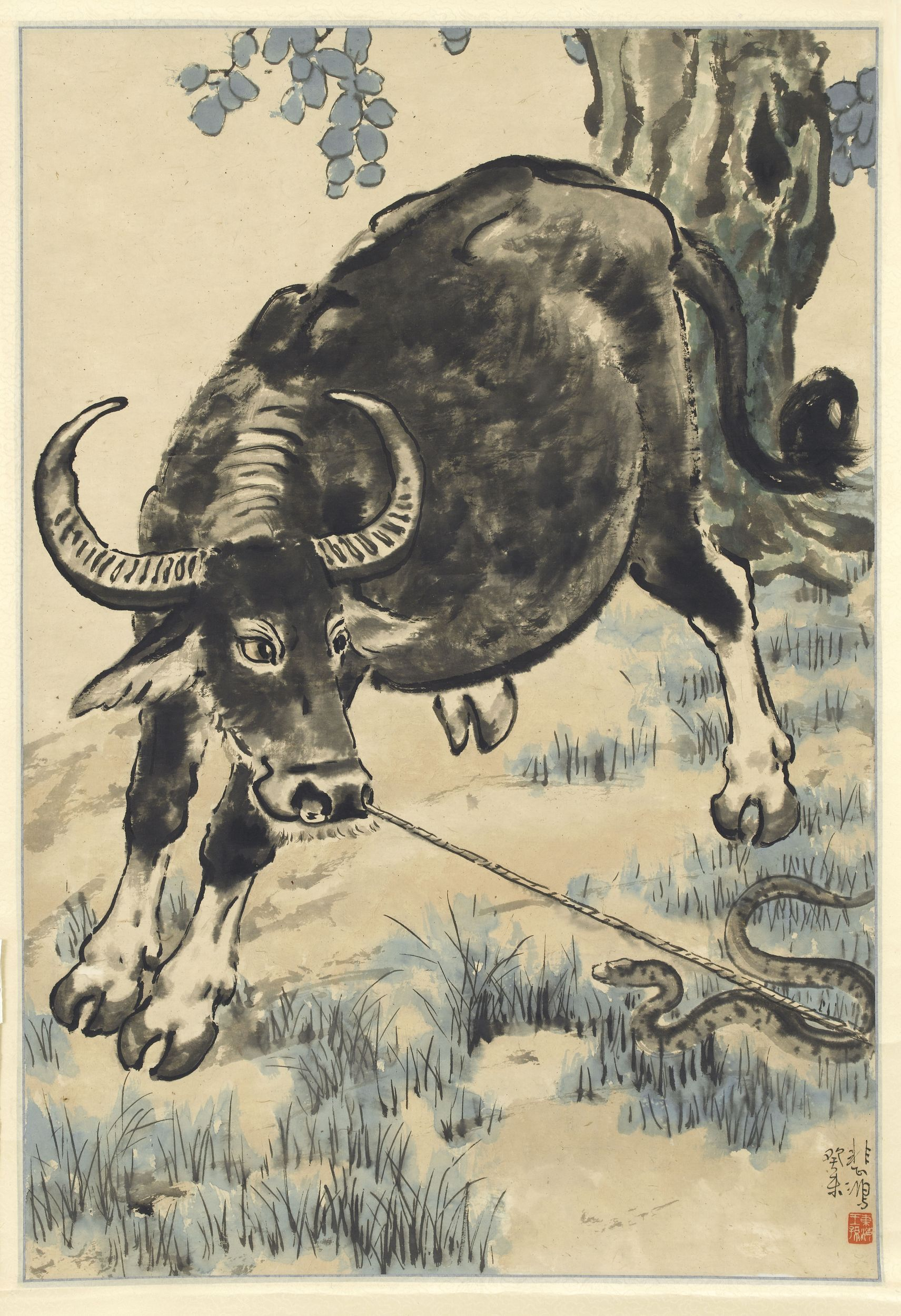
フランスのチェルヌスキ美術館（フランス語版）収蔵作品
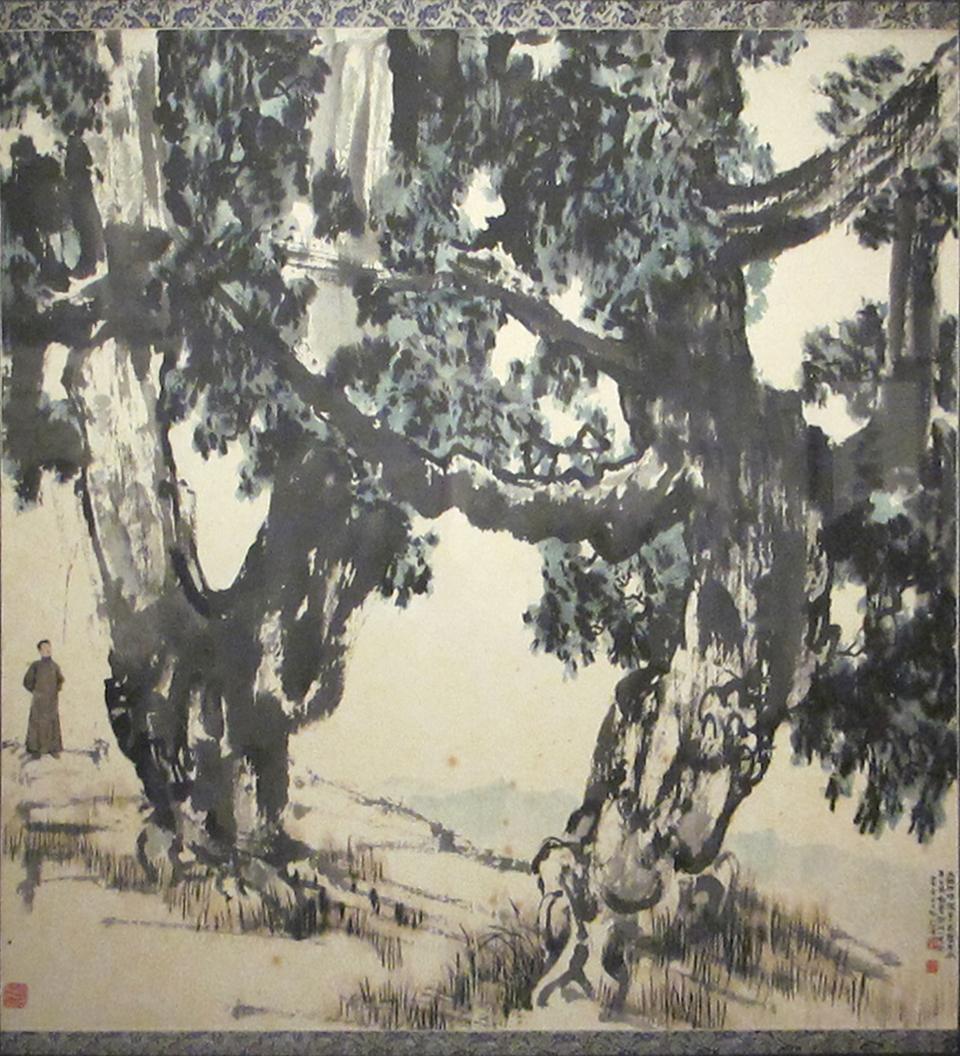
フランスのギメ東洋美術館収蔵作品

## 関連する建物
- 徐悲鴻記念館（中国語版） - 一周忌に開設された[2]。元は北京にあった徐悲鴻の住居であったが、老朽化などにより幾度も再建されている。